# Атомный лес
«А́томный лес» — российский анимационный сериал, выходивший на телеканале «2х2» и являющийся одним из первых мультсериалов, произведённых по заказу данного канала. Автор идеи сериала — Алексей Лебедев, в прошлом — главный сценарист мультсериала «Смешарики», его производство проходило в Санкт-Петербурге.
Тогдашний генеральный директор «2х2» Лев Макаров назвал мультсериал первым удачным проектом телеканала и летом 2013 года заключил с Лебедевым контракт на создание 2 сезона.

## История создания
В 2012 году, написав последние 7 сценариев про смертные грехи, главный ведущий сценарист «Смешариков» Алексей Лебедев уходит из этого проекта, дабы создать свой проект мечты. Несмотря на то, что мультсериал принёс ему огромный успех, он никогда не считал этот проект самым любимым. Ему хотелось развивать своё сценарное ремесло дальше и сделать такой проект, где он сможет проявить себя и оторваться по полной. К Лебедеву обратился тогдашний продюсер телеканала «2х2» Кирилл Иванов, пригласивший его к созданию одного из первых полноценных мультсериалов вещателя.
На первом этапе создания проект постоянно менялся в плане стилистики и задумки. Это же и касалось названия сериала. Например, когда концепция проекта пришла к более знакомой зрителям, планировалось, что главными героями сериала будут медведи. А потому рассматривались такие варианты названий как «Термоядерный медведь» или «Атомные медведи». Но потом от привязки к медведям Лебедеву захотелось уйти, так как по задумке проекта «в лесу было много всякой живности, и поэтому наше национальное животное (медведь) там не в одиночестве». Также он объяснил своё решение сделать сериал про животных:
По задумке из-за некой техногенной катастрофы обычные лесные звери очень быстро эволюционировали под воздействием всякой радиации. В результате у них появилась речь, и они стали строить свою цивилизацию на отгороженном, из-за катастрофы, пространстве. И при таком раскладе было бы легче рассматривать самые разные конфликты — от первобытных до более современных — за счёт того, что животное и человеческое у персонажей в одинаковой степени присутствует. А с персонажами-людьми приходилось бы выкручиваться, иногда какими-то искусственными способами. Плюс, лесная среда ещё позволяет обычные людские проблемы довести до какого-то абсурда, что несомненно раскрепощает.— Алексей Лебедев 
Производство сериала далось непростым для создателя. Алексею Лебедеву пришлось по большей части самому взяться за производство этого проекта. Для этого он организовал в Петербурге небольшую студию «Лес» для производства сериала. А в качестве аниматоров, актёров озвучки, звукорежиссёров он пригласил команду людей, работавшую над «Смешариками». Помимо сценариста и режиссёра всех серий, Лебедев также взял на себя роль продюсера, художника-аниматора и даже актёра озвучки в серии «Мой Мишель», где он озвучил Михаила «Мишеля» Лермонтова. Все эти решения были сделаны ради экономии, так как канал «2х2» особо не выделял каких-либо средств для производства сериала. Эта экономия отразилась и на визуальном стиле сериала, которая делалась в технологии flash.

## Описание
В далёком будущем в автоматах на улицах продаются термоядерный синтез и нанотанки. Космический прогресс и нанотаблетки окончательно доконали человечество, а в атомном заповеднике, огороженном после ядерной аварии, в зоне «А» выросло несколько поколений животных. Мутировавшие под воздействием радиации животные обрели разум и социализировались. Именами большинства героев являются названия химических элементов таблицы Менделеева, соответствующие характерам персонажей. Три главных персонажа — Йод, Цезий и Стронций — носят имена самых опасных радиоактивных загрязнителей.

## Персонажи
- Йод — медицинский работник и представитель интеллигенции. Он регулярно меняет специальность: то он массажист, то психолог, то реаниматолог. Йод брезглив, он картавит и, как свойственно медикам, моет лапы по двадцать раз на дню. Жёлтый медведь любит выпить, позаигрывать с пациентками и пуститься в дурацкие приключения со своими друзьями Цезием и Стронцием. Его многочисленные увлечения дамами ни к чему не приводят, и он совершенно не готов повышать медвежью популяцию, мотивируя это неготовностью к серьёзным отношениям.
- Стронций — слабовольный отец семейства, типичный «подкаблучник». Стронций ужасно боится своей истеричной жены, зайчихи Серы, но не решается уйти от неё из-за детей. Дети — это зайчата, что наводит на мысли о том, действительно ли это дети Стронция. Стронций — хороший друг и пытается быть настоящим мужиком, с гордостью идёт на собрание медведей, чувствует свою принадлежность к сильной половине обитателей леса. Но это не мешает ему до смерти бояться свою жену и нестись от неё сломя голову.
- Цезий — самый харизматичный персонаж «Атомного леса». В нём органично сосуществуют гениальный изобретатель и рефлексирующий романтик, ревнивый самец и убежденный холостяк. Цезий умён и эрудирован, может починить всё что угодно, для своих нужд приспособил кучу разбросанных по лесу технических артефактов (посылатели, пневмопочта, генератор невесомости и т. д.). Цезий обладает ни у кого более не выявленным холостяцким геном, но это не мешает ему страдать из-за бросившей его подружки, медведицы Хлоры.
- Хлора — персонаж, воплощающий многие стереотипы о женщинах: не знает, чего хочет, никогда не говорит напрямую, нерешительна, капризна, импульсивна и обидчива, при этом нежна и искренна в своих самых нелогичных поступках. Становится решительной и грозной только тогда, когда что-то угрожает её личному счастью. Готова добиваться мужчины любыми силами, вплоть до покушения на свободу воли, но, получив желаемое, тут же остывает. У неё глуповатые и склочные подружки, да и сама она не очень умна, зато чувствительна, вследствие чего обожает сериалы про отношения. Успех Хлоры как женщины зиждется на внешней привлекательности.

## Расы
- Млекопитающие — разумная раса, в лесу пользуется бывшими технологиями людей (медведи, зайцы, мамонты и прочие).
- Гигантские черви. Наиболее знаменит наёмник Чёрный мох.
- Тутовые шелкопряды — они уже не умеют превращаться в бабочек, зато отличные медики и очень хорошо разбираются в генетике.
- Динозавры — мутировали из ящериц, кроме Авра, который является последним истинным динозавром.
- Овощи — разумные существа, в основном фермеры.
- Насекомые — противоборствующие группировки муравьёв и тараканов.
- Люди — распространились по всей галактике, сражаются с иными расами, эпизодические персонажи в мультфильме
- Роботы — остались в заповеднике после людей. Работают на зверей.
- Птицы — самые разнообразные, в основном разумные мутанты, особенно выделяются пингвины — у них отличные учёные-химики и серьёзная мафия.
- Высшие существа — Бог, Природа и Дьявол — хотя Дьявол это просто человек, «назначенный» Богом на эту «должность» исключительно для баланса и воздействия на грешников.

## Озвучивание
| Актёр              | Роль                          |
| ------------------ | ----------------------------- |
| Михаил Хрусталёв   | Стронций, Папа Йода           |
| Андрей Лёвин       | Цезий, Папа, Азик             |
| Владимир Маслаков  | Титан, Авр, Йод               |
| Елена Шульман      | Хлора, Сера, Гафния, Доза     |
| Антон Виноградов   | Бром, Господь Бог, Стас, Гага |
| Михаил Черняк      | Чёрный Мох, Вольфрам, Робот   |
| Ксения Бржезовская | Скандия, Природа, Конь        |
| Алексей Лебедев    | Михаил «Мишель» Лермонтов     |
| Игорь Яковель      | Старый заяц-мафиози           |
| Алексей Минченок   |                               |

## Серии

### 1 сезон (2012—2013)
| № серии | Название                        | Премьера           |
| ------- | ------------------------------- | ------------------ |
| 1.      | Здравствуй, папа!               | 16 ноября 2012 г.  |
| 2.      | Кровавая свадьба                | 23 ноября 2012 г.  |
| 3.      | Лапы                            | 30 ноября 2012 г.  |
| 4.      | Инстинкт требует жертв. Часть 1 | 7 декабря 2012 г.  |
| 5.      | Инстинкт требует жертв. Часть 2 | 14 декабря 2012 г. |
| 6.      | Бремя самца                     | 5 марта 2013 г.    |
| 7.      | Мой Мишель                      | 12 марта 2013 г.   |
| 8.      | Последняя любовь                | 19 марта 2013 г.   |
| 9.      | Поводы жить                     | 7 мая 2013 г.      |
| 10.     | Теперь надо жить осторожнее     | 7 мая 2013 г.      |

### 2 сезон (2014)
| № серии | Название                        | Премьера       |
| ------- | ------------------------------- | -------------- |
| 1.      | План Природы                    | 19 мая 2014 г. |
| 2.      | Защита зверей от информации     | 20 мая 2014 г. |
| 3.      | Отложенное путешествие          | 21 мая 2014 г. |
| 4.      | Внутренний Стас                 | 22 мая 2014 г. |
| 5.      | Садовник                        | 23 мая 2014 г. |
| 6.      | Юмор, будь ты проклят!          | 26 мая 2014 г. |
| 7.      | Бог, Дьявол, Его брат и их мать | 27 мая 2014 г. |
| 8.      | Астрономы и врачи               | 28 мая 2014 г. |
| 9.      | Секрет скуки                    | 29 мая 2014 г. |

## Нереализованное продолжение
После закрытия «Атомного леса» на 2 сезоне в 2014 году из-за экономических причин, связанных с наступлением валютного кризиса в России, а также некоторых организационных перестановок в руководстве канала
«2х2» в результате выкупа государственной структуры «АО „Газпром-медиа холдинг“» в том же году, Алексей Лебедев начал разработку полнометражного продолжения «Атомного леса» с подзаголовком «Новое приключение господина Б», которое ещё было задумано летом 2013 года, когда мультсериал был продлён на второй сезон. 29 февраля 2016 года на краудфандинговой платформе «Планета» открылся сбор средств на производство половины фильма продолжительностью 42 минуты. Спустя месяц на «2х2» стали идти ролики, описывающие цель сборов. По состоянию на 9 июня 2016 года было собрано 287 441 из 2 980 000 рублей. Однако 14 сентября того же года сборы были закрыты, и производство фильма было заморожено.

## Оценки
Кинокритики и деятели анимации отнеслись к мультсериалу по большей части положительно.
Мария Терещенко, «Кино-театр.ру»:

Рисунок, вероятно, покажется уродливым, шутки глупыми и грубыми, цветовая гамма вопиющей, и уже дело не дойдёт до того, чтобы оценить саму коллизию. Каждому своё, разумеется. Однако не стоит рвать на себе волосы, застав сына-подростка за просмотром «Атомного леса». Он, может, и далёк от прекрасного (в классическом понимании этого слова), но несомненно проповедует доброе и вечное: семейные ценности, дружескую лояльность, преданность своему делу, а главное, идею о том, что достоинство, порядочность, любовь, дружба — это непреходящие ценности, которые имеют значение даже в атомном лесу.

Вадим Нестеров, «Огонёк»:

«Симпсонов», кстати, создатели тоже зря поминали всуе — лебедевское детище конечно же и не собиралось идти в фарватере семейной саги о желтолицых человечках, это, скорее, продолжение линии «Пол-литровой мыши» или «Тюряги»: эстетствующие крокодилы-вегетарианцы, гигантские черви-наёмники с манией играть на сцене, банда мстителей-овощей с окровавленными топорами, медведь с многочисленным потомством, женатый на зайчихе, и прочий полёт буйной фантазии.

Тем не менее, обозреватель «Независимой газеты» Алексей Филиппов назвал проект «калькой» мультсериала «Время приключений».